# Vranová Lhota
Vranová Lhota (en allemand : Braunölhütten) est une commune du district de Svitavy, dans la région de Pardubice, en Tchéquie. Sa population s'élevait à 441 habitants en 2024.

## Géographie
Vranová Lhota est arrosée par la Třebůvka, un affluent de la Morava, et se trouve à 11 km au sud-ouest de Mohelnice, à 27 km à l'est-sud-est de Svitavy, à 84 km à l'est-sud-est de Pardubice et à 176 km à l'est-sud-est de Prague.
La commune est limitée par Pavlov au nord et à l'est, par Bouzov à l'est, par Hartinkov au sud et par Městečko Trnávka à l'ouest.

## Histoire
La première mention écrite de la localité date de 1258.

## Galerie

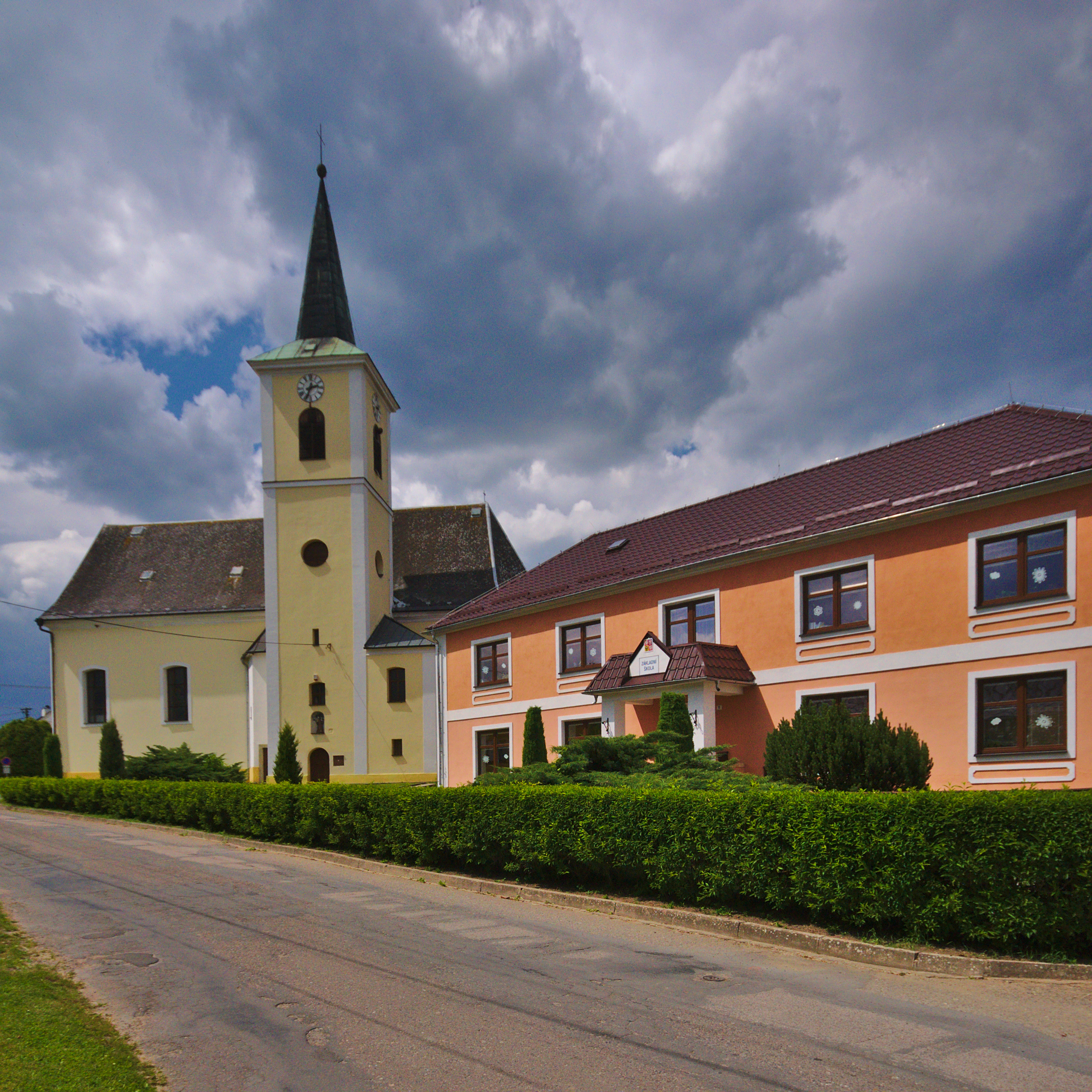
Église Sainte-Catherine.
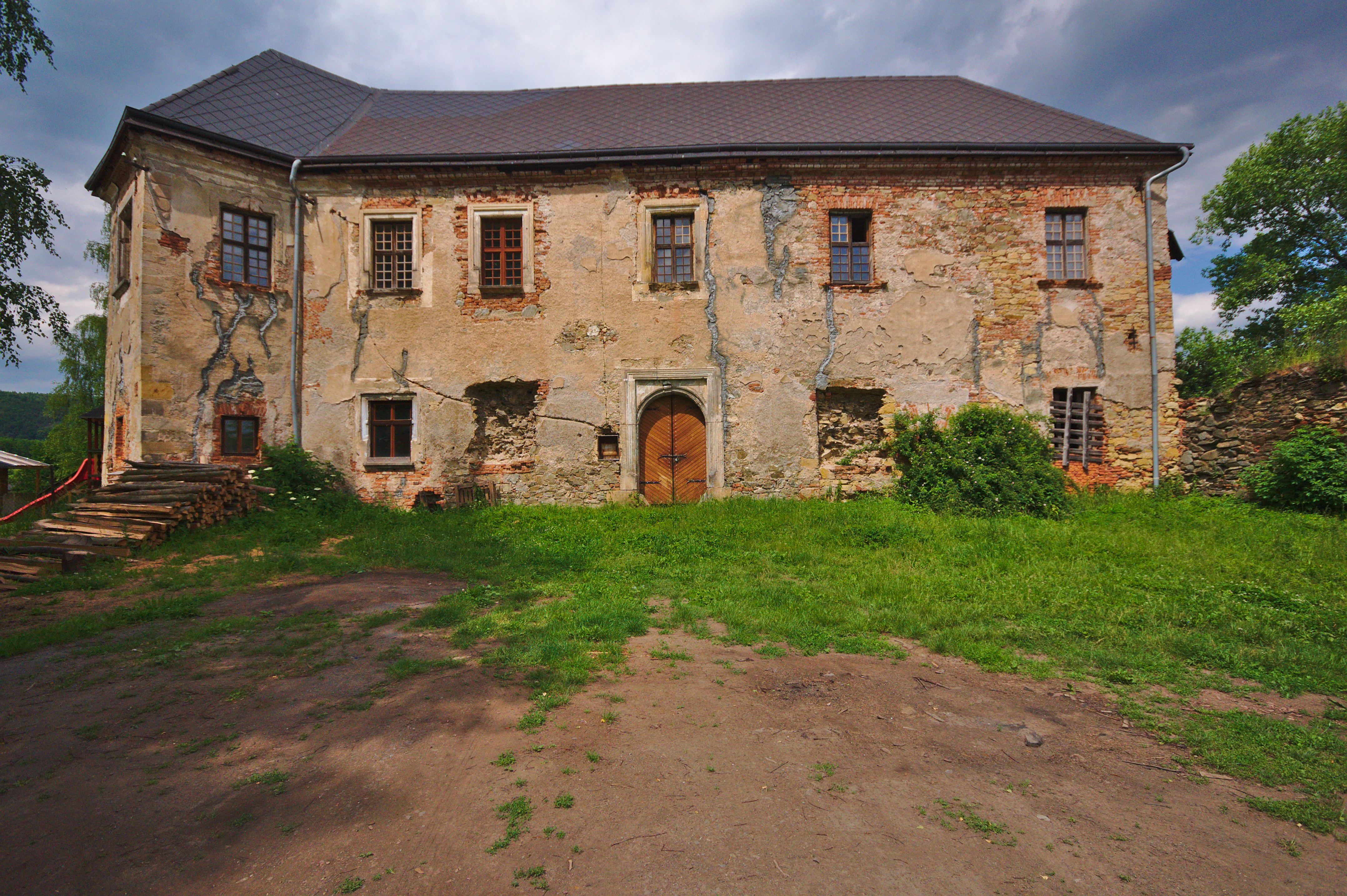
Maison forte à Vranová Lhota.

## Transports
Par la route, Vranová Lhota se trouve à 14 km de Mohelnice, à 34 km de Svitavy, à 99 km de Pardubice et à 212 km de Prague.